# Nimbochromis
Nimbochromis is een geslacht van straalvinnige vissen uit de familie van de cichliden (Cichlidae).

## Soorten
- Nimbochromis fuscotaeniatus (Regan, 1922)
- Nimbochromis linni (Burgess & Axelrod, 1975)
- Nimbochromis livingstonii (Günther, 1894)
- Nimbochromis polystigma (Regan, 1922)
- Nimbochromis venustus (Boulenger, 1908)